# Gérson de Oliveira Nunes
Gérson de Oliveira Nunes, of kortweg Gérson (Niterói, 11 januari 1941), is een voormalig Braziliaans profvoetballer. Hij is vooral bekend vanwege zijn rol als spelmaker op het WK voetbal 1970. Daar was hij de grote steunpilaar op het middenveld en de sleutel tot het succes van de spitsen Pelé, Jairzinho en Tostão.
Hij wordt beschouwd als een van de beste passers uit de geschiedenis van het WK voetbal. Daarnaast werd hij geroemd vanwege zijn grote gevoel voor organisatie en strategie. Dit zorgde ervoor dat hij haarscherpe passes kon geven, over korte maar ook over lange afstanden. Zijn persoonlijkheid zorgde ervoor dat hij geliefd was bij sommigen maar gehaat werd door anderen.

## Biografie

### Jeugdjaren
Gérson werd op 11 januari 1941 geboren in Niterói, een voorstad van Rio de Janeiro. Daar kwam hij voort uit een voetbalfamilie, zijn vader Clovis Nuno en oom waren beide profvoetballer in Rio geweest. De legendarische Zizinho, die in de jaren 50 samen met Ademir en Jair een van de beste aanvalslinies ooit vormde, was een goede vriend van zijn vader en daarmee een vertrouwd gezicht bij de Nunes-familie. Op de lagere school stond hij bekend als de papagaio (papegaai), vanwege zijn vele gepraat. De slanke en ruig gebouwde jongen, had nooit gebrek aan een eigen mening, zeker niet op het voetbalveld waar hij al op jonge leeftijd een zelfverzekerde en leidinggevende indruk achter liet. Toen hij als tiener aangaf dat hij profvoetballer wilde worden, stonden hem maar weinig obstakels in de weg. Hij trainde op jonge leeftijd bij Fluminense, Botafogo en Bangu maar kwam uiteindelijk terecht bij Canto do Rio uit zijn geboorteplaats Niterói. Na een oefenwedstrijd te hebben gespeeld tegen Flamengo, werd hij naderhand door de profclub gebeld met de vraag of hij daar wilde komen voetballen.

### Speelwijze
Hoewel zijn jeugdidolen spitsen Jair en Zizinho waren geweest, moest hij bij zijn eerste professionele club Flamengo de plaats innemen van de meest invloedrijke speler op het Braziliaanse middenveld van dat moment: Didi. De jonge Gérson combineerde zijn snelheid en meedogenloze schotkracht met zijn intelligentie om het spel vanaf het middenveld te controleren. Een van zijn belangrijkste troeven was het om vanaf de eigen helft, via een lange haarzuivere bal, razendsnel over te schakelen van defensief naar aanvallend spel. Hij had al vroeg begrepen dat de bal veel sneller was dan welke speler ook. Al snel had men het over de opvolger van de befaamde Didi. Zelf weigerde hij echter die vergelijking te maken, hij was de originele Gérson en niet de volgende Didi. Wel gaf hij toe enige affiniteit te hebben met de spelmaker van de jaren 50, toch had de middenvelder nooit als voorbeeld voor hem gediend.

### Clubcarrière
De eerste vijf jaar in het professionele voetbal steeg hij onafgebroken door alle rangen heen. Nog geen jaar na zijn debuut bij Flamengo in 1958, maakte hij al zijn opwachting in het Braziliaanse 'amateurteam' op de Pan-Amerikaanse Spelen in 1959. Daar eindigde het team als tweede achter kampioen Argentinië. Een jaar later was hij de hoeksteen op de zijkant van het veld, toen hij meedeed aan het voetbaltoernooi op de Olympische Zomerspelen in Rome. Inmiddels had hij zich ontwikkelt tot de absolute controleur op het middenveld bij Flamengo en begon hij de rol van de vervallen Didi binnen het Braziliaanse elftal over te nemen.
Na vijf jaar bij Flamengo te hebben doorgebracht besloot hij te vertrekken naar een andere topclub uit Rio de Janeiro, Botafogo. Dit was de thuishaven van een van de beste spelers die Brazilië ooit heeft gekend, zijn andere jeugdidool Garrincha. Zijn grote droom om met hem, en onder andere Pelé, op het WK voetbal 1962 te spelen viel in duigen toen hij een zeer ernstige knieblessure opliep. Door een gedwongen operatie werd het voor hem onmogelijk om nog deel te nemen aan het mondiale toernooi in Chili dat uiteindelijk voor de tweede keer werd gewonnen door Brazilië. De blessure zorgde ervoor dat zijn carrière nooit zo succesvol zou worden als men hem van tevoren had toebedeeld.
Bij Botafogo bleef hij het grootste gedeelte van zijn carrière spelen en wist hij ook vele prijzen te winnen. Daarna speelde hij nog een periode bij São Paulo om uiteindelijk zijn carrière af te sluiten in Rio de Janeiro bij Fluminense. Bij de laatste club ligt nog steeds zijn hart, ondanks dat hij hier maar een redelijk korte periode speelde. Hij stopte op relatief jonge leeftijd omdat hij last van zijn knie begon te krijgen maar ook zijn vliegangst speelde een rol, indien mogelijk pakte hij altijd de auto om te reizen.

## Interlandcarrière

### WK voetbal 1966
Als opvolger van Didi, moest Gérson als controleur op het middenveld zijn team naar titelprolongatie gaan leiden op het WK voetbal 1966 in Engeland. Samen met nieuwkomers Jairzinho en Tostão, vormde Gérson een nieuw trio spelers dat de hoge verwachtingen waar moesten gaan maken. In de eerste wedstrijd moest Brazilië het opnemen tegen Bulgarije. Mede door een doelpunt van Pelé wonnen de Goddelijke Kanaries het duel met 2-0. In de tweede wedstrijd tegen Hongarije kwam Gérson voor het eerst in actie. Brazilië kreeg het moeilijk, ondanks dat het tijdperk van de Magische Magyaren al tien jaar daarvoor was geëindigd, beschikte het team nog steeds over veel getalenteerde voetballers, de Brazilianen verloren de wedstrijd dan ook met 3-1. De derde groepswedstrijd moest er in actie worden komen tegen het Portugal van Eusébio. Al vroeg in de wedstrijd viel Pelé uit door een blessure, zijn invaller, de pas 19-jarige Tostão, kon geen potten breken en Brazilië werd verslagen met 2-0. Het team bereikte zodoende niet eens de tweede ronde en het toernooi was daarmee uitgelopen op een grote teleurstelling. De verklaring hiervoor lag waarschijnlijk in het feit dat de selectie te oud was, van alle spelers die ook aanwezig waren geweest op WK 1958 en WK 1962 was alleen Pelé met zijn 25 jaar nog echt fit genoeg om deel te nemen.

### WK voetbal 1970
Vier jaar later op het WK voetbal 1970 in Mexico bereikte Gérson zijn hoogtepunt. Op dat moment was hij 29 en daarmee begon het einde van zijn carrière in zicht te komen. De hoge verwachtingen die men van hem had toen hij pas begon met voetballen, waren op de een of andere manier nooit helemaal uitgekomen. Het toernooi was zijn laatste kans om zijn grootsheid te bewijzen. Tsjecho-Slowakije werd als eerste opzij gezet met 4-1. Daarna volgde Engeland, de wereldkampioen met Bobby Moore in de gelederen werd met 1-0 verslagen door een goal van Jairzinho. Mede door een memorabele pass van Gérson van bijna 40 meter, wist Pelé te scoren waardoor er in de laatste groepswedstrijd uiteindelijk met 3-2 werd afgerekend van Roemenië.
In de kwartfinale kwam Brazilië tegenover het Peru van Teófilo Cubillas te staan. Cubillas had zijn team bijna hoogstpersoonlijk naar de volgende ronde geleid en had in de eerste drie duels al vier keer gescoord. Beide teams speelden aanvallend spel waardoor er ruimte ontstond bij zowel Peru als Brazilië, het werd dan ook een doelpuntrijk duel. Na een kwartier stond Brazilië al met 2-0 voor, Peru was echter in haar eerste groepswedstrijd tegen Bulgarije ook van dezelfde tussenstand teruggekomen en had uiteindelijk met 3-2 de overwinning gepakt. Door het geweldige combineren van Gérson op het middenveld samen met Rivelino en Clodoaldo, creëerden ze genoeg kansen voor het dodelijke spitsentrio. Brazilië bleek toch een maatje groter te zijn dan Bulgarije, ze wonnen het duel dan ook met 4-2.
In de halve finale wachtte toen Uruguay. De bondscoach van het Zuid-Amerikaanse land had de belangrijke rol van Gérson opgemerkt en besloot tijdens de wedstrijd een mannetje op hem te zetten. Het vloeiende spel van de Brazilianen werd ineens onderbroken omdat Gérson zo strak gedekt stond. De middenvelder had echter een manier bedacht om dit op te lossen, hij ging dieper op het veld spelen zodat zijn tegenstander wel met hem mee moest. Op die manier kreeg Clodoaldo de ruimte om aan te vallen en zodoende scoorde hij het eerste doelpunt voor de Brazilianen. In de tweede helft wisten de Goddelijke Kanaries nog tweemaal te scoren zodat er uiteindelijk 3-1 op de borden kwam te staan.
Brazilië bereikte de finale en trof daar Italië. Dat had zich geplaatst door een historische overwinning te boeken op West-Duitsland in de halve finale. Tegen de Brazilianen traden zij aan met grootheden als Giacinto Facchetti, Luigi Riva en Sandro Mazzola. In de 18e minuut opende Pelé de score en daarmee maakte hij het 100e WK-doelpunt voor Brazilië, korte tijd later trok Italië echter de stand gelijk. De Brazilianen besloten daarop in de tweede helft wat meer gas te geven en walsten daarmee over de Squadra Azzurri heen. Na een goal van Gérson, volgden er nog doelpunten van Jairzinho en Carlos Alberto waarmee de eindstand uiteindelijk werd bepaald op 4-1. Bijna iedereen was het erover eens dat Gérson de Man van de Wedstrijd was geweest en daarmee een grote rol had gespeeld in het behalen van de wereldtitel. Brazilië werd tri-campeão, drievoudig wereldkampioen, en mocht daarom de Jules Rimet-beker behouden.

## Nevencarrière

### Wet van Gérson

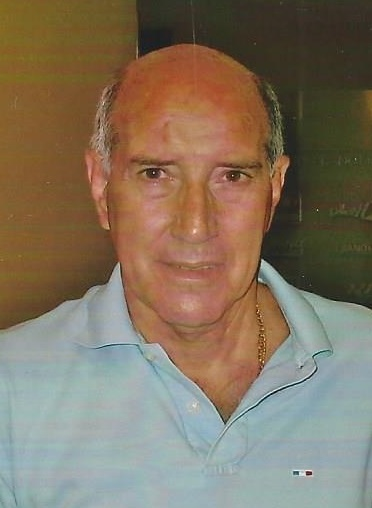
Gérson in 2008.

In de jaren 70 was Gérson te zien in een tv-reclame voor sigaretten waarin hij de volgende zin uitspraak: "Ik wil graag van alles profiteren om verder te komen". Hieruit kwam de lei de Gérson (Wet van Gérson) voort, die sindsdien wordt geassocieerd met het veel voorkomende negeren van wetten en regels in Brazilië. In de jaren 70 en 80 werd het algemeen geaccepteerd om te bedriegen, vals te spelen of te profiteren van iedere situatie. Zelfs een kwart eeuw na het ontstaan van de Wet, is deze nog steeds van toepassing op sommige situaties in Brazilië. Toch begint langzamerhand de corruptie en afpersing af te nemen door het ontstaan van zogenaamde waakhondinstanties die op de naleving van wetten en regels toezien. Naderhand heeft Gérson afkeurenswaardig gereageerd op het beeld dat hij in de reclame had geschetst.

### FIFA 100
Na de presentatie van de FIFA 100, een lijst met de 125 beste nog levende voetballers samengesteld door Pelé in 2004, ontstond er veel kritiek vanuit Brazilië op de afwezigheid van Jairzinho en Gérson. Zij waren een belangrijk onderdeel geweest van de succesvolle elftal dat in 1970 de wereldtitel had behaald. Jairzinho had in iedere wedstrijd gescoord, wat nog steeds een record is, en Gérson had een belangrijke sleutelrol op het middenveld gespeeld. Uit verontwaardiging op zijn afwezigheid, verscheurde Gérson de lijst publiekelijk op de Braziliaanse televisie.

### Radioverslaggever
Gérson stond altijd al bekend vanwege zijn vele gepraat op het voetbalveld, anno 2004 deed hij het praten als beroepsuitoefening met een baan als radioverslaggever.

## Erelijst
Met Flamengo:
- Torneio Rio-São Paulo 1961
- Campeonato Carioca: 1963

Met Botafogo:
- Torneio Rio-São Paulo 1964 en 1966
- Campeonato Carioca: 1967 en 1968
- Taça Brasil: 1968

Met São Paulo:
- Campeonato Paulista: 1970 en 1971

Met Fluminense:
- Campeonato Carioca: 1973

Met Brazilië:
- Wereldkampioenschap voetbal: 1970